# Matt Dawson
Matthew James Sutherland Dawson (Birkenhead, 31 ottobre 1972) è un ex rugbista a 15 internazionale per l'Inghilterra che, nel ruolo di mediano di mischia, militò in Leicester e Wasps in Premiership.
Con la sua nazionale prese parte a due Coppe del Mondo, vincendone l'edizione 2003; vanta, per il suo ruolo, il maggior numero di presenze internazionali (77), in sette delle quali come capitano.
Dopo la fine dell'attività sportiva è divenuto commentatore televisivo.

## Biografia
Nato a Birkenhead (città del Merseyside di fronte a Liverpool), compì gli studi medi e superiori a Wycombe, e fu ingaggiato a 19 anni dai Northampton Saints nel 1991.
Insieme a compagni come Damien Hopley e Lawrence Dallaglio, fece parte nel 1993 della nazionale inglese di rugby VII che vinse la Coppa del Mondo di categoria (Dawson e il citato Dallaglio, tra l'altro, sono gli unici due giocatori ad avere vinto la Coppa del Mondo sia nella specialità a 7 che in quella a 15).
Nel 1995 eosrdì in nazionale maggiore contro le Samoa Occidentali, dove faticò per mantenere il posto in un ruolo nel quale già erano disponibili Austin Healey, Andy Gomarsall e Kyran Bracken.
Nel 1997 fu terza scelta nel tour sudafricano dei British Lions dietro Howley e Hailey, ma un infortunio al titolare Howley lo proiettò in prima squadra, dove si mise in luce contro gli Springboks: una meta spettacolare da lui marcata diede la prima vittoria di una serie vinta 2-1 dai Lions. Nel 2000 fu capitano dell'Inghilterra durante il Sei Nazioni, e in seguito vestì la fascia in occasione delle assenze di Martin Johnson.
Partì come seconda scelta nel tour australiano del 2001 dei British Lions, sempre dietro a Howley, che di nuovo s'infortunò, come 4 anni prima, dando ancora una volta via libera a Dawson.
La 50ª presenza in Nazionale inglese di Dawson coincise con la conquista del Grande Slam nel Sei Nazioni 2003 (vittoria contro l'Irlanda). Più avanti nella stagione, in finale di Coppa del Mondo 2003 a Sydney, fu proprio Dawson che, negli ultimi secondi di gioco, passò a Jonny Wilkinson la palla che quest'ultimo calciò tra i pali con un drop che diede la vittoria e la Coppa all'Inghilterra.
Nel 2004 avvenne il trasferimento dal Northampton al London Wasps, con cui Dawson vinse la Premiership al termine della stagione.
Gli impegni in Nazionale si diradarono, e - causa partecipazione a un programma televisivo - saltò le partite autunnali della Nazionale, anche se rientrò nel successivo Sei Nazioni 2005 e convinse abbastanza Clive Woodward da chiamarlo per il suo quarto tour nei British Lions, in Nuova Zelanda. Dopo essere stato utilizzato pochissimo nel Sei Nazioni 2006, il 7 aprile successivo Dawson annunciò il suo ritiro dall'attività al termine della stagione. L'ultima partita disputata da Dawson fu la finale di Premiership persa contro il Sale, che impedì agli Wasps di vincere il quarto campionato di fila e a Dawson il suo secondo consecutivo.
Fuori dall'attività agonistica, Dawson si è dedicato e si dedica tuttora alla partecipazione a trasmissioni televisive di intrattenimento, e nel 2007 è giunto un ingaggio dalla BBC come commentatore televisivo degli incontri della Nazionale inglese, in particolare nel caso di partecipazione a eventi come il Sei Nazioni o la Coppa del Mondo.
A parte il rugby, Dawson ha sempre mostrato interesse anche per altri sport; in gioventù giocò nella selezione Under-18 di cricket del Buckinghamshire, e fece parte delle giovanili del Chelsea, dove giocava come ala (anche se le sue simpatie calcistiche vanno all'Everton).

## Palmarès
- Coppe del mondo: 1
Inghilterra: 2003.
- Premiership: 3
Wasps: 2004-05
- Coppe Anglo-Gallesi: 2
Wasps: 2005-06
- Heineken Cup: 1
Northampton: 1999-2000